# Parafia Świętej Rodziny – Jezusa, Maryi i Józefa w Pankach
Parafia Świętej Rodziny – Jezusa, Maryi i Józefa w Pankach – parafia rzymskokatolicka w Pankach. Należy do dekanatu Truskolasy archidiecezji częstochowskiej. Została utworzona w 1919 roku. Parafię prowadzą księża diecezjalni.